# ایست لیندفیلد، نیو ساوت ولز
ایست لیندفیلد (به انگلیسی: East Lindfield) یک منطقهٔ مسکونی در استرالیا است که در نیو ساوت ولز واقع شده‌است.